# ポロ島
ポロ島(ポロとう、英語: Poro Island)は、フィリピンのレイテ島とセブ島の間にある島。南にはボホール島がある。
パシハン島、ポンソン島、トゥラン島などとともにカモテス諸島の4島のうち一つである。このうちポロ島とパシハン島は陸路でつながっている。大きさは南北15km、東西20km程度である。
セブ州に属しており、西部のポロ、東部のトゥデラの2自治体からなる。
島の名前はワライ語で島を意味するプロ(ワライ語: Purô)から来ているとされる。